# Haarpodzolgronden
Een haarpodzolgrond is een bodemtype in het Nederlandse systeem van bodemclassificatie dat behoort tot de suborde van de xeropodzolgronden. Deze suborde omvat de humuspodzolen waarbij de grondwaterstanden zowel tijdens het ontstaan als daarna altijd laag waren. Haarpodzolen zijn de kenmerkende podzolen die onder heide en soms onder bos zijn gevormd. Het moedermateriaal bestaat uit schraal, kalkloos en leemarm grof dekzand, grof oud rivierzand of fluvioglaciaal zand.
Haarpodzolgronden hebben een dunne A horizont, een lichtgrijs gekleurde E-horizont en een zwarte humusrijke B-horizont. De E-horizont wordt vanwege zijn grijze kleur vaak loodzandlaag genoemd. In de bovengrond is humus met aluminium, ijzer en basen grotendeels uitgespoeld. De ondergrond (Bhs- en BC-horizonten) is verrijkt met ingespoelde humus, ijzer- en aluminiumverbindingen (sesquioxiden). In C-horizont is nauwelijks meer ingespoelde humus te vinden, maar hebben de zandkorrels nog wel ijzerhuidjes.
Deze gronden zijn met name te vinden op de hogere zandgronden, zoals de stuwwallen in Midden-Nederland.
Sommige haarpodzolgronden hebben een zanddek. Wanneer dit dek een minerale eerdlaag is, dan kan er sprake zijn van een enkeerdgrond.
De naam haarpodzolgronden is ontleend aan het toponiemen -haar voor hoger gelegen plaatsen in het zandlandschap. Een oude benaming voor deze bodem is hoog heidepodzol. De lager gelegen veldpodzolgronden werden vroeger laag heidepodzol genoemd.
| Horizont | Diepte   | Omschrijving |
| -------- | -------- | --- |
| Ah       | 0–5 cm   | heideplag; zeer donker grijs, humusrijk zand; alle zandkorrels zijn sterk gebleekt; door hoge humusgehalte is het loodzandkarakter 'verborgen' |
| E        | 5–18 cm  | grijs, humusarm zand; humus komt voor als stipjes en in oneffenheden van sterk gebleekte zandkorrels |
| Bh       | 18–23 cm | zwart, humusrijk zand; waarbij amorfe humus vrijwel alle poriën tussen de zandkorrels opvult; horizont wordt aan onderzijde begrensd door zeer dun ijzerbandje                                                                                    |
| Bhs      | 23–50 cm | donker roodbruin en matig humeus, naar onderen overgaand in geelbruin en matig humusarm zand; amorfe humus vult boven in de poriën nog gedeeltelijk op, maar komt onderin alleen nog voor als een dun huidje van humus en ijzer om de zandkorrels |
| BC       | 50–90 cm | zeer geleidelijke overgang naar C-horizont met een met de diepte dunner worden van de humushuidjes; de kleur van de ijzerhuidjes wordt naar onderen toe sterker                                                                                   |
| C        | > 90 cm  | licht geelbruin, uiterst humusarm zand; dunne ijzerhuidjes voor rond zandkorrels. |
|          |          | vanaf ca. 25–100 cm diepte komen grillige zwarte bandjes (fibers) voor. Het hele profiel bevat kalkloos, leemarm, matig fijn zand |